# Ditylenchus tenuidens
Ditylenchus tenuidens är en rundmaskart. Ditylenchus tenuidens ingår i släktet Ditylenchus, och familjen Anguinidae. Arten är reproducerande i Sverige.